# Ministerium für Nachrichtenwesen (Iran)
Das Ministerium für Nachrichtenwesen (MOIS oder VAJA, persisch وزارت اطلاعات جمهوری اسلامی ایران Wezārat-e Eṭṭelāʿāt-e Ǧomhūrī-ye Eslāmī-ye Īrān, ‚Ministerium für Nachrichtenwesen der Islamischen Republik Iran‘; vormals persisch وزارت اطلاعات و امنیت کشور Vezārat-e Eṭṭelāʿāt va Amniat-e Kešwar, ‚Ministerium für Nachrichtenwesen und Staatssicherheit‘; aus dem Englischen früher bekannt unter VEVAK) ist ein Geheimdienst der Islamischen Republik Iran.

Flagge des Ministeriums

## Aufgaben und Arbeitsweise
Der Geheimdienst deckt das komplette Spektrum nachrichtendienstlicher Tätigkeiten ab, von Spionage über Staatsschutzaufgaben, Psychologische Kriegsführung bis hin zu verdeckten Operationen im In- und Ausland. Informationen über den Geheimdienst stammen meist von iranischen Oppositionsgruppen, westlichen Nachrichtendiensten oder iranischen Überläufern. Dem Ministerium wurden in der Vergangenheit Staatsterrorismus nachgewiesen; gegen den ehemaligen Minister für Nachrichtendienste und Sicherheitsangelegenheiten Ali Fallahian bestehen Haftbefehle wegen mutmaßlichen Mordes in Deutschland, der Schweiz und Argentinien.
Neben friedlichen und gewaltfreien Oppositionsgruppen verfolgt der Geheimdienst auch Mitglieder der militanten Oppositionsgruppen und versucht Informanten in den Gruppen anzuwerben oder einzuschleusen. Dazu zählen Volksmudschahedin (MEK) und Nationaler Widerstandsrat Iran (NWRI).
Inoffizielle Mitarbeiter werden unter den Angestellten der Iran Air geworben oder sind z. B. Studenten, Händler oder Bankangestellte. Der Geheimdienst positioniert seine Mitarbeiter üblicherweise in den Auslandsniederlassungen der iranischen Banken als Agenten oder um Finanzoperationen zu steuern. In Deutschland ist die bekannteste Bank die Bank Melli, welche eine Niederlassung in Hamburg unterhält.

## Geschichte
Nach dem Sturz des Schahs im Zuge der islamischen Revolution wurde die Vorläuferorganisation SAVAMA als Nachfolger des Schah-Geheimdienstes SAVAK gegründet. Der erste Direktor des Dienstes war Generalmajor Hussein Fardust. Er wurde 1985 aufgrund des Verdachtes der Spionage für die UdSSR verhaftet.
Von 1983 bis 1984 wurde der Dienst durch Mohammadi Reyschahri und Said Hajjarian reorganisiert und als VEVAK im Rang eines Ministeriums am 18. August 1984 offiziell gegründet. Reyschahri war gleichzeitig Leiter des Revolutionstribunals. Die maßgeblichen religiösen Führer der Islamischen Republik Iran, u. a. Akbar Hāschemi Rafsandschāni, erkannten bald, dass sie professionelle Agenten benötigten und beschlossen, ehemalige SAVAK-Agenten zu reaktivieren, um die inneriranische Opposition zu bekämpfen. Andere SAVAK-Agenten waren wertvoll, weil sie tief in die Strukturen der irakischen Baath-Partei eingedrungen waren.

### Leiter
Bisherige Leiter des Geheimdienstes:
- 1. Mohammad Mohammadi Reyschahri: 18. August 1984 bis Juli 1989
- 2. Ali Fallahian: Juli 1989 bis August 1997
- 4. Ghorbanali Dorri-Nadschafabadi: August 1997 bis 23. Februar 1999
- 5. Ali Younesi: 23. Februar 1999 bis 24. August 2005
- 6. Gholamhossein Mohseni-Eschei: 24. August 2005 bis 25. Juli 2009
- 7. Heydar Moslehi: 3. September 2009 bis 3. August 2013
- 8. Mahmud Alawi: 4. August 2013 bis 25. August 2021
- 9. Esmaeil Khatib: seit dem 25. August 2021

## Aktivitäten

### Attentate und Morde
Der Geheimdienst wurde in den 1980er und 1990er Jahren mit folgenden Attentaten meist im Zusammenwirken mit der libanesischen Hisbollah und großteils während der Amtszeit von Ali Fallahian in Verbindung gebracht:
- 1985/1986 Bombenserie in Paris[7][8]
- 1987 Morde am ehemaligen Chefpiloten der iranischen Regierung Ali-Akbar Mohammadi und am desertierten Piloten der iranischen Luftwaffe Ahmed Moradi-Talebi[9]
- 1988 Lockerbie-Anschlag[10][11]
- 1989 Mord am damaligen Generalsekretär der Demokratischen Partei Kurdistan-Iran (DPK-I) Abdul Rahman Ghassemlou zusammen mit zwei Begleitern in Wien[9][12]
- 1990 Mord am Bruder des Führers des NWRI, Kazem Rajavi, bei Coppet in der Schweiz[13]
- 1991 Mord am letzten iranischen Ministerpräsidenten der Schah-Regierung, Schapur Bachtiar und eines Mitarbeiters in Paris[12]
- 1992 Mord am oppositionellen Dichter, Sänger und Schauspieler Fereydun Farrochsad in seinem Haus in Bonn
- 1992 Mykonos-Attentat ebenfalls auf Führungsfiguren der DPK-I in Berlin
- 1993 Mord am Überläufer und NWRI-Vertreter in Italien Mohammed Hussein Naghdi in Rom[14]
- 1994 Bombenattentat auf das jüdische Kulturzentrum AMIA (Asociación Mutual Israelita Argentina) in Buenos Aires mit 85 Toten und mehr als 200 Verletzten.[15][16]
- 1996 Mord am früheren Staatssekretär der Schah-Regierung Reza Mazlouman[17]
- 1998 „Kettenmorde“ an iranischen Intellektuellen, die einer unabhängigen Gruppe innerhalb des VEVAK unter Said Emami angelastet wurden und zum Rücktritt des Leiters Ghorbanali Dorri-Nadschafabadi und einer Reorganisation des Dienstes führten.[6][18]

Darüber hinaus wird eine ganze Reihe weiterer Morde an Exilanten dem iranischen Regime von Oppositionsgruppen angelastet.

### Mykonos-Attentat
Der angebliche Ex-Geheimdienstmitarbeiter und Überläufer Abolghasem Mesbahi war der wichtige Belastungszeuge C im Mykonos-Prozess und belastete iranische Regierungsstellen auch bezüglich der Morde an Ahmed Moradi-Talebi, Abd el-Rahman Ghassemlou und Mohammed Hussein Naghdi sowie des Lockerbie-Anschlags. Die iranische Regierung warf Mesbahi 1996 vor, ein Schwindler und Scheckbetrüger zu sein, der sich Anfang der 80er Jahre als westlicher Agent in die Pariser Botschaft habe einschleusen lassen, er sei nie iranischer Nachrichtendienstmitarbeiter gewesen und vor seinen Gläubigern aus Iran geflohen. Über Interpol wird er seit 1997 mit internationalem Haftbefehl wegen Betruges gesucht. Das Berliner Kammergericht stellte 1997 im Urteil zum Mykonos-Attentat rechtskräftig fest, dass der VEVAK und weitere iranische Regierungsmitglieder Auftraggeber und Drahtzieher des Mordanschlags waren. Im Verlauf der Beweisaufnahme wurde 1996 deshalb vom Bundesgerichtshof ein Haftbefehl für den damaligen VEVAK-Chef Fallahian ausgestellt. Im Jahre 2006 folgten zwei weitere Haftbefehle für ihn, ausgestellt einmal durch einen Schweizer Untersuchungsrichter wegen des Mordes an Kazem Radschawi 1990 und der zweite durch die Staatsanwaltschaft in Buenos Aires, welche hochrangige Vertreter der Islamischen Republik Iran für den Bombenanschlag von 1994 auf das jüdische Kulturzentrum AMIA verantwortlich macht, wobei die Hisbollah für die Ausführung zuständig gewesen sei. Weitere internationale Haftbefehle wurden gegen den ehemaligen Staatspräsidenten Rafsandschāni beantragt und gegen weitere sieben mutmaßlich Beteiligte ausgestellt. Die Glaubwürdigkeit der zugrunde liegenden Zeugenaussagen wurde wiederum von ehemaligen argentinischen Parlamentsabgeordneten in Zweifel gezogen.

### Aktivitäten in Deutschland
Nach Angaben des Bundesamtes für Verfassungsschutz (BfV) beschafft der Geheimdienst Informationen aus den Bereichen Politik, Wirtschaft und Wissenschaft. Den Schwerpunkt bildet jedoch die Ausspähung und Bekämpfung von iranischen Oppositionsgruppen im Ausland, darunter auch der 100.000 Personen zählenden iranischen Diaspora in Deutschland.
Nachgewiesen ist Ausbildungs- und Ausrüstungshilfe des Bundesnachrichtendienstes (BND) für den VEVAK im Jahre 1991.
Die Villa Parkstraße 5 in Köln (Iran-Haus) wurde nach der Islamischen Revolution bis in die 1990er Jahre intensiv vom iranischen Geheimdienst genutzt. Deutsche Nachrichtendienste spielten im Juli 2000 dem SPIEGEL Informationen zu, wonach der VEVAK hinter den Tumulten vom April 2000 stecke, welche zum Abbruch der Iran-Konferenz der Heinrich-Böll-Stiftung in Berlin führten. Außerdem sei beabsichtigt gewesen, den Besuch des damaligen Staatspräsidenten Mohammad Chatami in Berlin zu stören, um ihn in Iran zu diskreditieren.
Im Jahr 2016 verhängte das Berliner Kammergericht eine Gefängnisstrafe von zwei Jahren und vier Monaten gegen einen 32-jährigen Iraner, der in Berlin und Köln Erkenntnisse über Mitglieder der Volksmudschahedin gesammelt und an die iranische Regierung weitergegeben hatte.
2017 verurteilte das Berliner Kammergericht einen aus Pakistan stammenden Studenten wegen geheimdienstlicher Agententätigkeit zu einer Freiheitsstrafe von vier Jahren und drei Monaten. Er hatte den französisch-israelischen Wirtschaftsprofessor David Rouach und den früheren Wehrbeauftragten des Bundestags und Präsidenten der Deutsch-Israelischen Gesellschaft Reinhold Robbe ausgespäht. Der Student soll im Auftrag der al-Quds-Einheit operiert und für den Kriegsfall leicht zu treffende Anschlagsziele ausgekundschaftet haben.
Am 15. Januar 2019 wurde Abdul-Hamid S. festgenommen, der als Übersetzer, Sprachauswerter und landeskundlicher Berater im Kommando Strategische Aufklärung der Bundeswehr gearbeitet hat. Er soll (Stand 2019) hochsensible Informationen an den iranischen Geheimdienst verraten haben. Der 2. Strafsenat (Staatsschutzsenat) des Oberlandesgerichts Koblenz verurteilte ihn im März 2020 Abdul Hamid S. wegen Landesverrats in einem besonders schweren Fall zu einer Freiheitsstrafe von 6 Jahren und 10 Monaten. Gegen seine mitangeklagte Ehefrau Asiea S. verhängte das Gericht wegen Beihilfe eine Freiheitsstrafe von 10 Monaten verhängt, deren Vollstreckung zur Bewährung ausgesetzt wurde.